# Grieghallen
La Grieghallen è una sala da concerto da 1 610 posti a Bergen, in Norvegia. È stata la sede dell'Orchestra filarmonica di Bergen fin dalla sua costruzione datata 1978. 
Ha ospitato l'Eurovision Song Contest nel 1986, ed è la sede dell'annuale competizione norvegese per ottoni, che ha luogo a metà inverno e del festival metal Beyond the Gates. 
La sala è intitolata al compositore Edvard Grieg nativo di Bergen, che fu il direttore musicale dell'Orchestra filarmonica di Bergen dal 1880 al 1882.
La sala è stata usata anche per registrare alcuni tra i più importanti album black metal norvegesi, tra cui quelli di Mayhem, Emperor, Burzum e Immortal; la maggior parte di questi venne prodotta da Eirik Hundvin.